# Condado de Hunterdon
O Condado de Hunterdon é um dos 21 condados do Estado americano de Nova Jérsei. A sede do condadoe sua maior cidade é Flemington. O condado possui uma área de 1 134 km² (dos quais 20 km² estão cobertos por água), uma população de 121 989 habitantes, e uma densidade populacional de 110 hab/km² (segundo o censo nacional de 2000). O condado foi fundado em 1714.
Localiza-se na parte ocidental do estado ao longo do Rio Delaware, a norte de Trenton.